# Харківський патентно-комп'ютерний коледж
Харківський патентно-комп'ютерний коледж — державний вищий навчальний заклад І рівня акредитації, підпорядкований Міністерству освіти і науки України та розташований у Харкові.

## Історія
Харківський патентно-комп'ютерний коледж є державним вищим навчальним закладом першого рівня акредитації, що заснований у 1922 році постановою Раднаркому України, як технологічний технікум з підготовки фахівців для легкої промисловості. З 1962 року навчальний заклад стає Харківським електротехнічним технікумом у зв'язку з перепрофілюванням.
Відповідно до потреб регіону у підготовці фахівців рівня молодшого спеціаліста з комп'ютерної техніки, з лютого 1991 року технікум перетворено на Харківський патентно-комп'ютерний коледж, в якому навчаються майбутні фахівці з розробки програмного забезпечення, обслуговування комп'ютерної техніки та бухгалтерського обліку.
За 89 років існування навчального закладу підготовлено понад 23 тисячі фахівців. Навчальний процес забезпечує кваліфікований, досвідчений педагогічний колектив. Серед 56 фахівців 1 — кандидат наук, 28 — викладачі вищої категорії, 3 — викладачі методисти, 3 — старші викладачі.

## Структура, спеціальності
Коледж готує молодших спеціалістів за фахом:
- Інженерія програмного забезпечення (завідувач відділення — Плющ Наталія Іванівна );
- Комп'ютерна інженерія (завідувач відділення — Пархоменко С. О.).